# 古代DNA
古代DNA（こだいDNA、Ancient DNA）は、古代の生物の標本から抽出されたDNAである。遺伝情報は、化石、考古遺物、古人骨、ミイラ化した組織、凍結されていない医療標本のアーカイブコレクション、保存された植物の残骸、氷、永久凍土コア、海洋および湖の堆積物、発掘塵などから回収される。DNAの劣化プロセス（結合組み替え、脱アミノ化、断片化）によって、古代DNAは現生のDNAよりも分解が進んでいる。最高の保存条件下でも、DNAのシークエンス技術に十分な量のDNAが残存する限界は0.4～1.5百万年である。